# Mirko Bortolotti
Mirko Bortolotti (Trento, 1990. január 10. –) olasz autóversenyző.

## Pályafutása

### Olasz sorozatok
Néhány év gokartozás után Bortolotti formaautós karrierje 2005-ben kezdődött, ekkor az olasz Formula Renault bajnokság Winter Series elnevezésű sorozatában indult, valamint a Formula–Gloriában. A Formula Renault-bajnokságban két évig szerepelt, legjobb összetett helyezése egy negyedik pozíció volt.
2007-ben az olasz Formula–3-as bajnokságban versenyzett, ahol első szezonjában rögtön a negyedik helyet szerezte meg. 2008-ban meg is nyerte a bajnokságot, meggyőző teljesítménnyel, a szezon során kilenc győzelmet és hat pole-t szerezve.

### Formula–2
2009-ben a Red Bull Racing utánpótlás-nevelő programjának tagja lett, majd a huszonöt év után újraindított Formula–2-ben bizonyíthatott. A 14-es rajtszámú autóval egy győzelmet is sikerült aratnia, végül a 4. helyen végzett. Ugyanebben az évben néhány verseny erejéig visszatért az Formula–3 Euroseriesbe is.
Egy szezon kihagyás után, 2011-re újra a mezőny tagja lett. A szezonkezdő, Silverstone-ban rendezett első versenyen mindent megszerzett, amit csak lehetett. Egész évadban nagy harcban volt a végső győzelemért a svájci Christopher Zanellával, amit végül el is hódított több mint 100 pont előnnyel.

### Formula–1
Bortolotti és még két olasz fiatal versenyző, Edoardo Piscopo és Salvatore Cicatelli az F3-as bajnokságban elért sikereik elismeréseként egy Ferrari-tesztet kaptak Fioranóban, a gárda saját tesztpályáján. Bortolotti legjobb körideje 0:59,111 volt, a legjobb, amit az F2008-assal valaha futottak a pályán.
2009-ben, miután a sérült Felipe Massát helyettesítő Luca Badoernek gyenge teljesítménye után vissza kellett térnie tesztpilótai szerepkörébe, sok más pilóta mellett az ő neve is felmerült, mint utód.
2011-ben az évadzáró Abu-dzabi nagydíj után a Yas Marina Circuit-en lebonyolított újonc teszten vezethette a Williams egyik autóját.

### Sportautózás
2012 óta különböző GT-bajnokságok tagja, többek között 2013-ban óriási fölénnyel megnyerte a gyári Renault által indított Eurocup Mégane Trophy-t.
2017-ben már a Lamborghini gyári versenyzőjeként a GRT Grasser Racing Team gárdájával bajnoki címet szerzett a Blancapin GT Endurance-kupában, valamint a Blancpain GT összetett pontversenyében is.
2019. december 2-án bejelentésre került, hogy átigazol az Audihoz. 2020 januárjában a Daytonai 24 órás versenyen az Audi Sport Team WRT Speedstar csapatával állt rajthoz egy Audi R8 LMS Evo-val. 2020 decemberében bejelentették, hogy egy év után visszatér a Lamborghinihez.

### DTM
2021 szeptemberében az újjáalakult DTM-ben szabad kártyásként vett részt a hollandiai Assenben. Az első futamon két körrel a vége előtt előzte meg Liam Lawsont és így a 2. helyen végzett, megszerezve a Lambo legjobb eredményét az idényben. 2022-re, teljes évre csatlakozott a Grasser Racing Teamhez. Első kvalifikációján megszerezte a pole-pozíciót Portimãóban, így a Lamborghini történetének első pole-ját a DTM-ben. Mindkét versenyen a harmadik helyen végzett a portugál versenypályán. A szezon hátralévő részében további három dobogós helyezést ért el, és a 4. lett a végső tabellán, ami a Lamborghini pilótái közül a legjobb helyezés volt.
A 2023-as évadban Bortolotti továbbra is a Lamborghini alkalmazásában maradt, de már az SSR Performance csapatnál. Az első versenyen a Nürburgringen megszerezte a legjobb rajthelyet és első győzelmét a sorozatban Lucas Auer ellen, de technikai probléma miatt nem tudott részt venni a második versenyen. A következő futamon a Lausitzringen egy második és egy első helyezést ért el, így a szezon felénél a tabella élére állt. Harmadik győzelmét és a szezon utolsó győzelmét a Sachsenringen érte el. A szezon végén 2. lett a Porsche pilótája, az osztrák Thomas Preining mögött.
2024-ben is az SSR Performance csapattal állt rajthoz. Az év első részében négy dobogós helyezést ért el anélkül, hogy sikerült volna nyernie, így a 2.  helyen állt Kelvin van der Linde mögött, hat versennyel a vége előtt. Megszerezte első győzelmét a szezonban a Red Bull Ringen, majd október 20-án a  Hockenheimringen elért második helye után megszerezte a bajnoki címet, a Lamborghini márka történetének első sikerét a DTM-ben.

## Eredményei

### Karrier összefoglaló
| Szezon | Bajnokság                              | Csapat                     | Verseny | Győzelem | Pole | Leggyorsabb kör | Dobogós helyezés | Pont | Helyezés   |
| ------ | -------------------------------------- | -------------------------- | ------- | -------- | ---- | --------------- | ---------------- | ---- | ---------- |
| 2005   | Olasz Formula Renault 2.0 Téli sorozat | Auinger                    | 4       | 0        | 0    |                 |                  | 8    | 13.        |
| 2005   | Formula Gloria Olaszország             |                            | 2       | 0        | 0    |                 |                  | 12   | 21.        |
| 2005   | Olasz Formula Junior 1600              | AP Motorsport              | —       | —        | —    | —               | —                | 20   | 14.        |
| 2006   | Formula Azzurra                        | Team Italia CSAI           | 14      | 1        | 5    | 0               | 5                | 60   | 2.         |
| 2006   | Olasz Formula Renault 2.0 Téli sorozat | RP Motorsport              | 4       | 0        | 0    | 0               | 1                | 88   | 4.         |
| 2006   | Olasz Formula Junior 1600              | RP Motorsport              | ?       | 0        | ?    | ?               | 0                | 40   | 13.        |
| 2007   | Olasz Formula–3-as bajnokság           | Corbetta Competizioni      | 16      | 1        | 2    | 1               | 7                | 80   | 4.         |
| 2007   | Olasz Formula Renault 2.0 Téli sorozat | Tomcat Racing              | 4       | 0        | 0    | 0               | 0                | 34   | 12.        |
| 2008   | Olasz Formula–3-as bajnokság           | Lucidi Motors              | 16      | 9        | 6    | 5               | 15               | 150  | 1.         |
| 2009   | Formula–2 bajnokság                    | MotorSport Vision          | 16      | 1        | 0    | 1               | 5                | 50   | 4.         |
| 2009   | Formula–3 Euroseries                   | Carlin Motorsport          | 2       | 0        | 0    | 0               | 1                | 0    | HN‡        |
| 2010   | GP3                                    | Addax Team                 | 16      | 0        | 0    | 0               | 1                | 16   | 11.        |
| 2011   | Formula–2 bajnokság                    | MotorSport Vision          | 16      | 7        | 7    | 7               | 14               | 316  | 1.         |
| 2012   | ADAC GT Masters                        | Schubert Motorsport        | 4       | 0        | 0    | 0               | 1                | 15   | 29.        |
| 2013   | Eurocup Mégane Trophy                  | Oregon Team                | 14      | 8        | 13   | 7               | 11               | 275  | 1.         |
| 2014   | Formula Acceleration 1                 | Olaszország                | 8       | 3        | 3    | 2               | 7                | 135  | 2.         |
| 2014   | Olasz GT-bajnokság                     | Imperiale Racing Srl       | 8       | 2        | 3    | 0               | 3                | 53   | 14.        |
| 2014   | Lamborghini Super Trofeo Európa        | Bonaldi Motorsport         | 9       | 3        | 4    | 6               | 6                | 87   | 4.         |
| 2014   | Lamborghini Super Trofeo döntő         |                            | 2       | 1        | 0    | 0               | 1                | —    | HN         |
| 2015   | Blancpain GT Sprint                    | GRT Grasser Racing Team    | 2       | 0        | 0    | 0               | 2                | 21   | 17.        |
| 2015   | Blancpain GT Endurance                 | GRT Grasser Racing Team    | 5       | 0        | 2    | 0               | 0                | 29   | 12.        |
| 2015   | ADAC GT Masters                        | GRT Grasser Racing Team    | 2       | 1        | 0    | 1               | 1                | 0    | HN‡        |
| 2015   | Olasz GT-bajnokság                     | Imperiale Racing           | 14      | 3        | 2    | 3               | 6                | 113  | 4.         |
| 2016   | Blancpain GT Sprint-kupa               | GRT Grasser Racing Team    | 10      | 0        | 0    | 0               | 1                | 16   | 17.        |
| 2016   | Blancpain GT Endurance-kupa            | GRT Grasser Racing Team    | 5       | 1        | 1    | 0               | 2                | 49   | 7.         |
| 2016   | ADAC GT Masters                        | GRT Grasser Racing Team    | 4       | 0        | 0    | 0               | 0                | 16   | 34.        |
| 2016   | Olasz GT-bajnokság                     | Imperiale Racing           | 14      | 4        | 5    | 1               | 8                | 108  | 6.         |
| 2016   | FIA GT Világkupa                       | FFF Racing                 | 1       | 0        | 0    | 0               | 0                | —    | 9.         |
| 2017   | Blancpain GT Sprint-kupa               | GRT Grasser Racing Team    | 10      | 2        | 1    | 2               | 4                | 67   | 4.         |
| 2017   | Blancpain GT Endurance-kupa            | GRT Grasser Racing Team    | 5       | 2        | 0    | 1               | 3                | 86   | 1.         |
| 2017   | ADAC GT Masters                        | GRT Grasser Racing Team    | 12      | 1        | 2    | 1               | 2                | 55   | 18.        |
| 2017   | Intercontinental GT Challenge          | Lamborghini                | 1       | 0        | 0    | 0               | 0                | 0    | HN         |
| 2017   | FIA GT Világkupa                       | FFF Racing Team by ACM     | 0       | 0        | 0    | 0               | 0                | —    | Nem indult |
| 2018   | Blancpain GT Sprint-kupa               | GRT Grasser Racing Team    | 9       | 2        | 2    | 0               | 3                | 57,5 | 5.         |
| 2018   | Blancpain GT Endurance-kupa            | GRT Grasser Racing Team    | 5       | 0        | 0    | 0               | 0                | 13   | 31.        |
| 2018   | ADAC GT Masters                        | Orange1 by GRT Grasser     | 14      | 1        | 0    | 1               | 3                | 64   | 7.         |
| 2019   | Blancpain GT Európa                    | GRT Grasser Racing Team    | 10      | 0        | 1    | 0               | 6                | 75   | 4.         |
| 2019   | Blancpain GT Endurance-kupa            | GRT Grasser Racing Team    | 4       | 0        | 2    | 1               | 0                | 21   | 13.        |
| 2019   | ADAC GT Masters                        | Orange1 by GRT Grasser     | 14      | 3        | 3    | 1               | 4                | 146  | 2.         |
| 2020   | GT Európa Endurance-kupa               | Belgian Audi Club Team WRT | 3       | 1        | 0    | 0               | 1                | 52   | 4.         |
| 2020   | ADAC GT Masters                        | Team WRT                   | 8       | 0        | 0    | 1               | 2                | 58   | 16.        |
| 2021   | DTM                                    | T3 Motorsport              | 2       | 0        | 0    | 1               | 1                | 0    | HN‡        |
| 2021   | ADAC GT Masters                        | GRT Grasser Racing Team    | 14      | 1        | 2    | 1               | 4                | 145  | 5.         |
| 2021   | GT Európa Endurance-kupa               | Orange 1 FFF Racing Team   | 5       | 1        | 2    | 1               | 2                | 73   | 4.         |
| 2022   | DTM                                    | GRT                        | 16      | 0        | 2    | 3               | 5                | 121  | 4.         |
| 2022   | GT Európa Endurance-kupa               | Emil Frey Racing           | 5       | 0        | 0    | 1               | 1                | 32   | 15.        |
| 2022   | FIA Motorsport Játékok - GT Sprint     | Olaszország                | 1       | 0        | 0    | 0               | 1                | —    | 2.         |
| 2023   | DTM                                    | SSR Performance            | 15      | 3        | 3    | 0               | 5                | 213  | 2.         |
| 2023   | WEC                                    | Prema Racing               | 5       | 0        | 1    | 0               | 1                | 56   | 11.        |
| 2023   | GT Európa Endurance-kupa               | Iron Lynx                  | 5       | 0        | 0    | 0               | 1                | 15   | 14.        |
| 2024   | DTM                                    | SSR Performance            | 16      | 1        | 3    | 0               | 7                | 238  | 1.         |
| 2024   | WEC                                    | Lamborghini Iron Lynx      | 8       | 0        | 0    | 0               | 0                | 2    | 31.        |
| 2024   | GT Európa Endurance-kupa               | Iron Lynx                  | 4       | 0        | 0    | 0               | 1                | 14   | 21.        |

* A szezon jelenleg is zajlik.
‡ Mivel Bortolotti szabad kártyás vagy vendégpilóta volt, ezért nem részesült bajnoki pontokban.

### Teljes Formula–2-eredménylistája
(Táblázat értelmezése)

(Félkövér: pole-pozícióból indult; dőlt: leggyorsabb kört futott) 

| Év   | #  | 1       | 2     | 3       | 4        | 5       | 6       | 7        | 8       | 9        | 10      | 11      | 12       | 13      | 14       | 15      | 16       | Helyezés | Pont |
| ---- | -- | ------- | ----- | ------- | -------- | ------- | ------- | -------- | ------- | -------- | ------- | ------- | -------- | ------- | -------- | ------- | -------- | -------- | ---- |
| 2009 | 14 | VAL 1 6 | VAL 2 | BRN 1   | BRN 2 Ki | SPA 1 9 | SPA 2 9 | BRH 1 Ki | BRH 2 5 | DON 1 10 | DON 2 3 | OSC 1 2 | OSC 2 Ki | IMO 1 2 | IMO 2 Ki | CAT 1 6 | CAT 2 Ki | 4.       | 50   |
| 2011 | 4  | SIL 1   | SIL 2 | MAG 1 6 | MAG 2 3  | SPA 1 2 | SPA 2 1 | NÜR 1    | NÜR 2 1 | BRH 1 5  | BRH 2   | RBR 1 2 | RBR 2    | MON 1 2 | MON 2 1  | CAT 1   | CAT 2 1  | 1.       | 316  |

### Teljes Formula–3 Euroseries eredménysorozata
(Táblázat értelmezése)

(Félkövér: pole-pozícióból indult; dőlt: leggyorsabb kört futott) 

| Év   | Csapat | Motor      | 1     | 2     | 3     | 4     | 5     | 6     | 7     | 8     | 9     | 10    | 11    | 12    | 13    | 14    | 15    | 16    | 17    | 18    | 19       | 20      | Helyezés | Pont |
| ---- | ------ | ---------- | ----- | ----- | ----- | ----- | ----- | ----- | ----- | ----- | ----- | ----- | ----- | ----- | ----- | ----- | ----- | ----- | ----- | ----- | -------- | ------- | -------- | ---- |
| 2009 | Carlin | Volkswagen | HOC 1 | HOC 2 | LAU 1 | LAU 2 | NOR 1 | NOR 2 | ZAN 1 | ZAN 2 | OSC 1 | OSC 2 | NÜR 1 | NÜR 2 | BRH 1 | BRH 2 | CAT 1 | CAT 2 | DIJ 1 | DIJ 2 | HOC 1 17 | HOC 2 3 | HN‡      | 0‡   |

‡ Mivel Bortolotti vendégpilóta volt, ezért nem részesült bajnoki pontokban.

### Teljes GP3-as eredménylistája
(Táblázat értelmezése)

(Félkövér: pole-pozícióból indult; dőlt: leggyorsabb kört futott) 

| Év   | Csapat     | 1          | 2          | 3           | 4          | 5          | 6          | 7         | 8          | 9         | 10        | 11         | 12        | 13         | 14         | 15        | 16        | Helyezés | Pont |
| ---- | ---------- | ---------- | ---------- | ----------- | ---------- | ---------- | ---------- | --------- | ---------- | --------- | --------- | ---------- | --------- | ---------- | ---------- | --------- | --------- | -------- | ---- |
| 2010 | Addax Team | ESP FEA 16 | ESP SPR Ki | TUR FEA 25† | TUR SPR 12 | VAL FEA 18 | VAL SPR 10 | GBR FEA 8 | GBR SPR 13 | GER FEA 6 | GER SPR 4 | HUN FEA 11 | HUN SPR 8 | BEL FEA Ki | BEL SPR 14 | ITA FEA 5 | ITA SPR 2 | 11.      | 16   |

† A versenyt nem fejezte be, de helyezését értékelték, mert a versenytáv több, mint 90%-át teljesítette.

### Teljes Eurocup Mégane Trophy eredménylistája
| Év   | Csapat      | 1     | 2       | 3       | 4       | 5       | 6       | 7     | 8       | 9     | 10      | 11      | 12      | 13    | 14        | 15    | Helyezés | Pont |
| ---- | ----------- | ----- | ------- | ------- | ------- | ------- | ------- | ----- | ------- | ----- | ------- | ------- | ------- | ----- | --------- | ----- | -------- | ---- |
| 2013 | Oregon Team | ALC 1 | ALC 2 1 | SPA 1 4 | SPA 2 1 | MSC 1 1 | MSC 2 2 | RBR 1 | RBR 2 1 | HUN 1 | HUN 2 4 | LEC 1 2 | LEC 2 T | CAT 1 | CAT 2 Kiz | CAT 3 | 1.       | 275  |

### Teljes Formula Acceleration 1 eredménylistája
| Év   | Csapat      | 1       | 2       | 3       | 4       | 5       | 6       | 7       | 8        | 9     | 10    | Helyezés | Pont |
| ---- | ----------- | ------- | ------- | ------- | ------- | ------- | ------- | ------- | -------- | ----- | ----- | -------- | ---- |
| 2014 | Olaszország | ALG 1 1 | ALG 2 1 | NAV 1 2 | NAV 2 2 | NÜR 1 2 | NÜR 2 1 | MNZ 1 3 | MNZ 2 11 | ASS 1 | ASS 2 | 2.       | 135  |

† A versenyt nem fejezte be, de helyezését értékelték, mert a versenytáv több, mint 90%-át teljesítette.

### Teljes Blancpain GT Európa Sprint-kupa eredménylistája
(Táblázat értelmezése)

(Félkövér: pole-pozícióból indult; dőlt: leggyorsabb kört futott) 

| Év   | Csapat                  | Osztály | 1         | 2         | 3        | 4         | 5         | 6         | 7        | 8         | 9         | 10       | 11       | 12       | 13     | 14     | Helyezés | Pont |
| ---- | ----------------------- | ------- | --------- | --------- | -------- | --------- | --------- | --------- | -------- | --------- | --------- | -------- | -------- | -------- | ------ | ------ | -------- | ---- |
| 2015 | Grasser Racing Team     | Pro     | NOG QR    | NOG CR    | BRH QR   | BRH CR    | ZOL QR    | ZOL CR    | MOS QR   | MOS CR    | ALG QR    | ALG CR   | MIS QR 2 | MIS CR 3 | ZAN QR | ZAN CR | 17.      | 21   |
| 2016 | GRT Grasser Racing Team | Pro     | MIS QR Ki | MIS CR 12 | BRH QR 7 | BRH CR 24 | NÜR QR Ki | NÜR CR Ki | HUN QR 8 | HUN CR 14 | CAT QR 2  | CAT CR 5 |          |          |        |        | 17.      | 16   |
| 2017 | GRT Grasser Racing Team | Pro     | MIS QR 8  | MIS CR 9  | BRH QR 1 | BRH CR 1  | ZOL QR Ki | ZOL CR 15 | HUN QR 2 | HUN CR 3  | NÜR QR 19 | NÜR CR 5 |          |          |        |        | 4.       | 67   |
| 2018 | GRT Grasser Racing Team | Pro     | ZOL 1     | ZOL 2 7   | BRH 1 10 | BRH 2 5   | MIS 1 3   | MIS 2 18  | HUN 1    | HUN 2 6   | NÜR 1 Kiz | NÜR 2 Vi |          |          |        |        | 5.       | 57,5 |
| 2019 | GRT Grasser Racing Team | Pro     | BRH 1 3   | BRH 2 10  | MIS 1 6  | MIS 2 16  | ZAN 1 2   | ZAN 2     | NÜR 1 2  | NÜR 2 8   | HUN 1 3   | HUN 2    |          |          |        |        | 4.       | 75   |

### Daytonai 24 órás autóverseny
| Év   | Csapat                        | Csapattárs                                               | Autó                          | Kategória | Kör | Összetett Helyezés | Kategória Helyezés |
| ---- | ----------------------------- | -------------------------------------------------------- | ----------------------------- | --------- | --- | ------------------ | ------------------ |
| 2016 | Paul Miller Racing            | Bryce Miller Bryan Sellers Madison Snow                  | Lamborghini Huracán GT3       | GTD       | 652 | 35.                | 16.                |
| 2017 | GRT Grasser Racing Team       | Rolf Ineichen Christian Engelhart Ezequiel Pérez Companc | Lamborghini Huracán GT3       | GTD       | 580 | 37.                | 15.                |
| 2018 | GRT Grasser Racing Team       | Rolf Ineichen Franck Perera Rik Breukers                 | Lamborghini Huracán GT3       | GTD       | 752 | 21.                | 1.                 |
| 2019 | GRT Grasser Racing Team       | Christian Engelhart Franck Perera Rik Breukers           | Lamborghini Huracán GT3 Evo   | GTD       | 561 | 17.                | 1.                 |
| 2020 | Audi Sport Team WRT Speedstar | Rolf Ineichen Daniel Morad Dries Vanthoor                | Audi R8 LMS Evo               | GTD       | 764 | 20.                | 3.                 |
| 2021 | GRT Grasser Racing Team       | Rolf Ineichen Marco Mapelli Steijn Schothorst            | Lamborghini Huracán GT3 Evo   | GTD       | 347 | Kiesett            | Kiesett            |
| 2022 | TR3 Racing                    | Rolf Ineichen Marco Mapelli Andrea Caldarelli            | Lamborghini Huracán GT3 Evo   | GTD Pro   | 400 | Kiesett            | Kiesett            |
| 2023 | Iron Lynx                     | Romain Grosjean Jordan Pepper Andrea Caldarelli          | Lamborghini Huracán GT3 Evo 2 | GTD Pro   | 728 | 4.                 | 24.                |
| 2024 | Iron Lynx                     | Franck Perera Jordan Pepper Andrea Caldarelli            | Lamborghini Huracán GT3 Evo 2 | GTD Pro   | 721 | 7.                 | 33.                |
| 2025 | Lamborghini Squadra Corse     | Romain Grosjean Daniil Kvyat Edoardo Mortara             | Lamborghini SC63              | GTP       |     |                    |                    |

### Teljes DTM eredménylistája
(Táblázat értelmezése)

(Félkövér: pole-pozícióból indult; dőlt: leggyorsabb kört futott) 

| Év   | Csapat          | Autó                          | 1        | 2         | 3        | 4        | 5       | 6        | 7        | 8        | 9        | 10       | 11      | 12       | 13      | 14       | 15      | 16       | Helyezés | Pont |
| ---- | --------------- | ----------------------------- | -------- | --------- | -------- | -------- | ------- | -------- | -------- | -------- | -------- | -------- | ------- | -------- | ------- | -------- | ------- | -------- | -------- | ---- |
| 2021 | T3 Motorsport   | Lamborghini Huracán GT3 Evo   | MNZ 1    | MNZ 2     | LAU 1    | LAU 2    | ZOL 1   | ZOL 2    | NÜR 1    | NÜR 2    | RBR 1    | RBR 2    | ASS 1 2 | ASS 2 7  | HOC 1   | HOC 2    | NOR 1   | NOR 2    | HN‡      | 0‡   |
| 2022 | GRT             | Lamborghini Huracán GT3 Evo   | ALG 1 3  | ALG 2 3   | LAU 1 6  | LAU 2 6  | IMO 1 3 | IMO 2 10 | NOR 1 Ki | NOR 2    | NÜR 1 Ki | NÜR 2 19 | SPA 1 8 | SPA 2 10 | RBR 1 3 | RBR 2 8  | HOC 1 7 | HOC 2 Ki | 4.       | 121  |
| 2023 | SSR Performance | Lamborghini Huracán GT3 Evo 2 | OSC 1 83 | OSC 2 6   | ZAN 1 4  | ZAN 2 11 | NOR 1 6 | NOR 2 4  | NÜR 1    | NÜR 2 Ni | LAU 1 2  | LAU 2 1  | SAC 1 9 | SAC 2 1  | RBR 1 9 | RBR 2 21 | HOC 1 5 | HOC 2    | 2.       | 213  |
| 2024 | SSR Performance | Lamborghini Huracán GT3 Evo 2 | OSC 1 2  | OSC 2 151 | LAU 1 11 | LAU 2 4  | ZAN 1 9 | ZAN 2    | NOR 1 53 | NOR 2 32 | NÜR 1 2  | NÜR 2 9  | SAC 1 2 | SAC 2 7  | RBR 1   | RBR 2 41 | HOC 1 5 | HOC 2 1  | 1.       | 238  |

* A szezon jelenleg is zajlik.
‡ Mivel Bortolotti vendégpilóta volt, ezért nem részesült bajnoki pontokban.